# Liste de jeux vidéo Scrabble
Les jeux vidéo Scrabble forment une série de jeux vidéo adaptés du jeu de société du même nom.

## Virgin Games

### Computer Scrabble
Computer Scrabble est sorti en 1983, a été développé par Psion Software et édité par Sinclair Research à l'origine sur ZX Spectrum sous le titre Scrabble. Il a ensuite été édité par Virgin Games (Leisure Genius) sur Amstrad CPC, Commodore 64 et MSX. Le jeu a reçu le Tilt d'or 1985 du meilleur jeu de réflexion.

### Computer Scrabble De Luxe
Computer Scrabble De Luxe est sorti en 1987, a été développé et édité par Virgin Games (Leisure Genius) sur Amiga (Computer Scrabble), Amstrad CPC, Atari ST, Commodore 64, ZX Spectrum.

### The Computer Edition of Scrabble Brand Crossword Game
The Computer Edition of Scrabble Brand Crossword Game est sorti en 1989, a été développé par Turcan Research Systems et édité par Virgin Games (Leisure Genius) sur Apple II et DOS.

### Scrabble: Deluxe Edition
Scrabble: Deluxe Edition est sorti en 1990, a été développé et édité par Virgin Games (Leisure Genius) sur Apple II, DOS puis Windows 3.x.

## Hasbro Interactive

### Scrabble(1996)
Scrabble est sorti en 1996, développé par Random Games et édité par Hasbro Interactive sur PlayStation, Macintosh et Windows.

### Scrabble(1999)
Scrabble est sorti en 1999, développé par Random Games et édité par Hasbro Interactive sur Windows, par MacSoft sur Macintosh et par Tiger Electronics sur Game.com.

## Atari SA

### Scrabble Complete
Scrabble Complete est sorti en 2002, développé par Infogrames et édité par Atari sur Windows. Cette version propose un mode de jeu en ligne.

### Scrabble Scramble!
Scrabble Scramble! est sorti en 2004, développé par funkitron et édité par Atari sur Windows. Une version Game Boy Advance, développé par Visual Impact et édité par Destination Software a vu le jour en 2005. Cette version propose des modes de jeu originaux.

### Scrabble Rack Attack(2004)
Développé par funkitron et édité par Atari sur Windows. Le jeu propose des modes de jeu originaux.

## Ubisoft

### Scrabble(2001)
Scrabble est sorti en 2001, développé par Runecraft et édité par Ubisoft sur PlayStation, Windows, Game Boy Color puis Game Boy Advance.

### Scrabble: Édition 2003
Scrabble : Édition 2003 est sorti en 2003, développé par Runecraft et édité par Ubisoft sur PlayStation 2 et Windows.

### Scrabble interactif: Édition 2005
Scrabble interactif : Édition 2005 est sorti en 2004, développé et édité par Ubisoft sur Windows. Il a été supporté par la Fédération française de Scrabble.
Il existe 6 modes de jeu et le joueur adapter la difficulté en personnalisant sa partie. Les mots sont vérifiés automatiquement par le dictionnaire L'Officiel du jeu Scrabble.

### Scrabble interactif: Édition 2007
Scrabble interactif : Édition 2007 est sorti en 2007, a été développé par Wizarbox et édité par Ubisoft sur Windows et Nintendo DS.

### Scrabble interactif: Édition 2009
Scrabble interactif : Édition 2009 est sorti en 2008, a été développé par Wizarbox et édité par Ubisoft sur Windows, Wii.

## Electronic Arts

### Scrabble(2009)
Scrabble est sorti en 2009, a été développé et édité par Electronic Arts sur Nintendo DS, PSP, iPhone et iPad.

### Scrabble Classic
Scrabble Classic est sorti en 2010, a été développé et édité par Electronic Arts sur DSiWare.

## Scrabble Junior
Scrabble Junior est sorti en 2005 disponible dans la compilation Aggravation - Sorry! - Scrabble Junior sur Game Boy Advance, développée par Gravity-i et éditée par Destination Software.